# Данієль Монтес де Ока
Данієль Монтес де Ока (ісп. Daniel Montes de Oca; нар. 26 квітня 1962) — колишній уругвайський тенісист.
Найвищу одиночну позицію світового рейтингу — 201 місце досяг 28 березня 1988, парну — 287 місце — 15 лютого 1988 року.

## Титули Челленджер/Ф'ючерс
| Легенда            |
| ------------------ |
| ATP Челленджер (1) |
| ITF Ф'ючерс (1)    |

### Парний розряд
| Ранг | Дата     | Турнір                          | Рівень     | Покриття | Партнер            | Суперники                    | Рахунок       |
| ---- | -------- | ------------------------------- | ---------- | -------- | ------------------ | ---------------------------- | ------------- |
| 1.   | Лис 1987 | Сан-Паулу-3 Сан-Паулу, Бразилія | Челленджер | Ґрунт    | Марсело Філіппіні  | Хав'єр Франа Густаво Герреро | 7–5, 4–6, 6–1 |
| 2.   | Жов 2001 | Ямайка F1, Negril, Ямайка       | Ф'ючерс    | Тверде   | Хуан-Карлос Паркер | Хішам Хемеда Карім Маамун    | 6–1, 3–6, 6–3 |